# Monte Rosselli
Il Monte Rosselli è una montagna delle Alpi Graie alta 1.205 m.
Si trova all'inizio della Val Casternone ed interessa i comuni di Givoletto e di Val della Torre, in provincia di Torino. Su alcune cartine la zona dove sorge la montagna è anche indicata come Punta Carbonere.

## Descrizione
Il Monte Rosselli fa parte della breve costiera che si origina dal Monte Lera separando la Val Casternone dalla conca di Givoletto. Dalla montagna si stacca verso sud-est, come una sorta di belvedere proteso sulla pianura, il vicino Monte Baron, dal quale il Monte Rosselli è separato da una poco marcata insellatura a quota 793 m.
Tra il Monte Rosselli e il Monte Lera si apre la Bassa delle Sette, un ampio colle a quota 1.159 m per il quale transita la mulattiera che collega Val della Torre con la Madonna della Neve.
La montagna ha una forma piuttosto massiccia e arrotondata; le sue pendici sono state oggetto nel corso del Novecento di estesi lavori di sistemazione idraulico-forestale; i rimboschimenti effettuati con conifere sono però stati pesantemente danneggiati dalla processionaria e dagli incendi che hanno ripetutamente colpito la zona nel corso degli anni.

## Escursionismo e parapendio
Nel corso dei lavori di rimboschimento e miglioramento forestale della prima metà del Novecento furono realizzate mulattiere selciate che permettono oggi piacevoli escursioni attorno alla montagna con partenza da Givoletto o dal capoluogo di Val della Torre.
 
Dal 2007 la montagna è raggiunta da una strada carrareccia parzialmente chiusa al traffico di mezzi meccanici.

Dal piazzale finale di tale strada si può raggiungere la cima della montagna percorrendo un breve ma erto sentiero, contraddistinto da segnavia di colore blu, che risale il fianco sud della montagna.

Su tale sentiero a circa 1000 metri quota, alle coordinate geografiche 45°09′42.98″N 7°27′48.44″E, si trova una nota e apprezzata area di decollo per parapendio.